# 恩熙 (歌手)
恩熙（： Eun seo，1998年5月27日—），本名孫周延，韓國女歌手和演員，STARSHIP娛樂旗下女子組合宇宙少女及小分隊Joy組成員，在隊中擔任副唱、主舞、形象。2016年2月25日以宇宙少女成員身份發行首張迷你專輯《Would You Like?》正式出道。2021年5月與雪娥、EXY、苞娜組成宇宙少女子團THE BLACK。

## 早年生活
恩熙於1998年5月27日出生於韓國仁川廣域市。2011年，在讀中學一年級的恩熙進入了Pledis娛樂並成為了一名練習生。恩熙在2013年轉投STARSHIP娛樂旗下，繼續練習生生活，其間在首爾公演藝術高中繼續學業。2015年恩熙還出演了MONSTA X的歌曲《RUSH》的MV。

## 演藝生涯
2015年12月17日，STARSHIP娛樂公開了宇宙少女"JOY"組的三名成員，分別是恩熙、夏天、宣儀。1月27日，恩熙出演的，同社男歌手柳昇佑新專輯<Pit A Pat>主題曲《Whatever》的MV公開。2月25日，恩熙随宇宙少女以專辑《MOMOMO》正式出道。
8月3日，STARSHIP娛樂公開了14人偶像企划組合「Y Teen」的預告，該組合將作為KT電信旗下同名計劃的廣告模特活動。恩熙作為宇宙少女的七名成員之一，與MONSTA X的七名成員構成了這一組合。同時公司還宣佈將在8月初公開該組合的新曲的MV與音源。8月6日，「Y Teen」的新曲<DO BETTER>公開，這是一首融合了嘻哈元素的電子舞曲。
2018年，恩熙第一次作為演員出演了網劇《人生書茶館》。2020年又再次以主演的身份出演網劇《Dalgona》，飾演女主角宋美娜。此前恩熙也曾在2017年同宇宙少女成員客串過TvN電視劇《芝加哥打字機和KBS2電視劇《最佳的一擊》。除演員活動外，恩熙也有進行個人綜藝活動的經歷。2018年，恩熙以固定MC身份主持了飲食節目《食神之路4》，並以嘉賓身份前往駐紮在江原道鐵原郡的韓國陸軍白骨部隊參演《真正的男人300》。
2019年，恩熙以固定MC身份出演了運動綜藝《偉大的運動場－SKY MUSCLE》。

## 音樂作品
| 年份 | 歌手     | 歌曲名稱                               | 參考資料 |
| 2015 | MONSTA X | 신속히 (RUSH)                          | [ 3 ]    |
| 2016 | 柳昇佑   | 뭐어때 (Whatever) (Feat. Crucial Star) | [ 5 ]    |

## 影視作品
| 電視劇 |        |                          |          |      |      |                      |
| 年份   | 電視台 | 電視劇名稱               | 角色     | 性質 | 集數 | 備註                 |
| 2017   | TvN    | 芝加哥打字機             | 宇宙少女 | 客串 | 3    | [ 10 ]               |
| 2017   | KBS2   | 最佳的一擊               | 恩熙     | 客串 | 4、6 | [ 11 ]               |
| 2021   | JTBC   | IDOL：The Coup           | 恩熙     | 客串 | 12   |                      |
| 2022   | KBS1   | 在只屬於你的街道上，我們 |          | 主演 | 1    | 42th殘疾人節特輯節目 |

### 網絡劇
| 年份 | 播放平台 | 劇名       | 角色   | 性質   | 集數  | 參考資料 |
| 2018 | YouTube  | 人生書茶館 | 世美   | 女配角 | 3 - 9 | [ 9 ]    |
| 2020 | YouTube  | Dalgona    | 宋美娜 | 女主角 | 全劇  | [ 9 ]    |
| 2021 | Kakao TV | JINX       | 鄭世景 | 女主角 | 全劇  |          |

### 綜藝節目

#### 固定出演
| 日期                           | 電視台   | 節目名稱                     | 備註                                      | 參考資料 |
| 2018年3月15日 - 2018年5月31日  | K-STAR   | 《食神之路4》                | E01-11 固定MC                             | [ 12 ]   |
| 2018年11月23日－2019年1月25日  | MBC      | 《真正的男人300》            | 體驗成為大韓民國國軍節目 白骨部隊出演陣容 | [ 13 ]   |
| 2019年2月23日－2019年3月16日   | JTBC     | 《偉大的運動場－SKY MUSCLE》 | 固定MC                                    | [ 14 ]   |
| 2019年10月4日 －2019年12月20日 | On Style | Get it beauty                | 美妝綜藝節目 E29－40 環節《新品任堂》成員 |          |

#### 嘉賓出演
| 年份   | 日期         | 電視台     | 節目名稱                   | 備註                                | 參考資料 |
| 2016年 | 4月9日       | SBS        | 《白鍾元的3大天王》        | 與雪娥、苞娜、EXY、程瀟             | [ 15 ]   |
| 2016年 | 4月20日      | SBS        | 《Vocal 戰爭：神的聲音》   | 與EXY、程瀟                         | [ 16 ]   |
| 2016年 | 4月27日      | SBS        | 《Vocal 戰爭：神的聲音》   | 與EXY、程瀟                         | [ 16 ]   |
| 2016年 | 5月1日       | SBS        | 《Running Man》            | Ep.297                              | [ 17 ]   |
| 2016年 | 9月14日      | MBC        | 《偶像料理王》             | 與多榮                              | [ 18 ]   |
| 2016年 | 9月18日      | KBS2       | 《Hello Friends》          | 與多榮、秀斌                        | [ 19 ]   |
| 2016年 | 9月24日      | MBC        | 《My Little Television》   | 與程瀟                              | [ 20 ]   |
| 2016年 | 10月8日      | MBC        | 《My Little Television》   | 與程瀟                              | [ 20 ]   |
| 2016年 | 12月22日     | Mnet       | 《兩個男人Show》           | 與苞娜、程瀟                        | [ 21 ]   |
| 2017年 | 2月16日      | OnStyle    | 《Lipstick Prince》        | 與雪娥、EXY、苞娜、Luda、程瀟、多榮 | [ 22 ]   |
| 2017年 | 2月16日      | JTBC       | 《宋智孝的Beauty View》    | 與程瀟共同拍攝                      | [ 23 ]   |
| 2017年 | 8月14日      | 東亞TV     | 《YOLO LIVE》              | 與雪娥于Vlive進行直播               | [ 24 ]   |
| 2017年 | 10月21日     | KBS2       | 《戰鬥旅行》               | 與程瀟共同拍攝                      | [ 25 ]   |
| 2018年 | 1月11日      | K-STAR     | 《食神之路3》              |                                     | [ 12 ]   |
| 2018年 | 1月18日      | K-STAR     | 《食神之路3》              |                                     | [ 12 ]   |
| 2018年 | 2月8日       | JTBC       | 《昭宥xHani的Beauty View》 | 嘉賓，與多榮、延靜共同拍攝          | [ 26 ]   |
| 2018年 | 9月6日及13日 | Mnet       | 《家訪老師》               | 嘉賓，與多榮共同拍攝                | [ 27 ]   |
| 2018年 | 10月19日     | KBS2       | 《演藝家中介》             | 輔助MC                              | [ 28 ]   |
| 2018年 | 10月30日     | KBS2       | 《1 VS 100》               | 與Luda及多榮共同拍攝                | [ 29 ]   |
| 2019年 | 10月14日     | SBS MTV    | 《半半秀》                 | 與EXY共同拍攝                       | [ 30 ]   |
| 2021年 | 6月29日      | NAVER NOW. | 《SeulGi.zip》             | 與瑟琪共同拍攝                      | [ 31 ]   |

## 獎項
| 年份          | 獎項                         | 结果 |
| 2016          | 女子田徑60米                 | 銅牌 |
| 2018          | 女子田徑60米                 | 銅牌 |
| 女子400米接力 | 金牌                         |      |
| 女子400米接力 | 2019                         | 銀牌 |
| 女子團體摔跤  | 2019                         | 金牌 |
| 女子團體射箭  | 2019                         | 金牌 |
| 2020          | 女子400米接力                | 銅牌 |
| 2021          | Universe Award【FNS 溝通王】 | Top1 |
| 2021          | TC Candler全球100張最美面孔  | 80th |

## 外部連結
- 恩熙的Instagram帳戶
- 恩熙YouTube頻道 （页面存档备份，存于）
- 恩熙的新浪微博